# Túneles (novela)
Túneles es una novela de ciencia ficción y fantasía escrita por Roderick Gordon y Brian Williams.
Publicada en 2007 por Barry Cunningham ―editor que descubrió a Harry Potter―, originalmente se llamó The Highfield Mole pero el título fue cambiado por la editorial.
En 2008 se publicó la segunda parte llamada Profundidades (Deeper). El 18 de mayo de 2009 se publicó en inglés la tercera parte llamada Freefall (Caída libre), la cual se publicó en español el 2 de noviembre de 2009. El 3 de mayo de 2010 en Reino Unido se publicó Closer (Al límite), la esperada cuarta novela de la saga. En marzo de 2013 se publicó Spiral Espiral y en 2014 se programó la salida del sexto y último título: Terminal, publicado en 2020.
Hay referencias y partes de la historia relacionadas con la Creencia en la Tierra hueca.

## Antecedentes de publicación e historia
Aunque, con anterioridad, los autores habían mandado trozos de la historia a varios editores, The Highfield Mole fue publicada con el dinero de los propios autores el 17 de marzo de 2005, con un limitado tiraje de 500 copias en tapa dura y 2000 copias en tapa blanda, financiado con la venta de la casa de Roderick Gordon. El libro recibió apoyo comercial previo a su publicación, y el tiraje entero se agotó en un solo día. Cuando el libro llegó a las manos de Barry Cunningham, de la editorial Chicken House, el 19 de noviembre de 2005, este anunció que había acordado los términos para publicar The Highfield Mole y un segundo libro de la serie.
Cunningham trabajaba para la editorial Bloomsbury en Londres, famosa por publicar la obra de J. K. Rowling, Harry Potter, lo cual dio lugar al rumor de que se había creado «el próximo Harry Potter». En junio de 2007, Chicken House anunció que el libro se publicaría en el Reino Unido en julio de 2007, y que también había prevendido los derechos de la publicación en 15 idiomas (en todo el mundo se ha vendido a 40 editores).
Los autores y Barry Cunningham también decidieron renombrar el libro como Tunnels (Túneles). En Estados Unidos la publicación iba a llevarse a cabo el 1 de enero de 2008. Con el anuncio de la fecha de publicación, y la cobertura de prensa en el Reino Unido, el precio de los libros de la tiraje inicial saltó espectacularmente. Un número de copias fue firmada por los autores y 80 copias de las 500 de pasta dura contienen una ilustración hecha a mano por Brian Williams, una inscripción por Roderick Gordon, y están firmados por ambos autores. Todas las camisetas, tarjetas postales, obra gráfica, y marcadores de libros que se repartieron como material de promoción en el momento de la publicación atraen el interés de los coleccionistas.
La secuela, Profundidades, fue lanzada en el Reino Unido el 5 de mayo de 2008 y un tercer libro, Caída libre, fue publicado en Reino Unido el 18 de mayo de 2009. La serie se completa con "Al límite" , "Espiral" y "Terminal".

## Resumen del primer libro
La principal influencia en la vida de Will Burrows, de catorce años, es su padre, el Dr. Burrows comienza a notar extraños 'hombres pálidos' donde viven en Highfield, y luego desaparecen rápidamente, Will y su amigo Chester van a buscarlo. En prisión, Will recibe la visita del Sr. Will finalmente es liberado de la prisión y llevado a la casa de Jerome, donde Will y el tío Tam de Cal están encantados de verlo e informan a Will que su padre adoptivo, el Dr. Will se entera de que los Styx, los gobernantes religiosos de la Colonia, van a esclavizar a Chester o lo desterrarán a las Profundidades para que se las arregle solo. Will se niega a abandonar a su amigo, Will y Cal intentan rescatar a Chester antes de que lo envíen a las profundidades en el 'Tren del minero', pero llegan los Styx y se ven obligados a dejar atrás a Chester.
Durante el fallido intento de fuga, se revela que Rebecca, la hermana adoptiva de Will, es en realidad un Styx implantado en su familia para monitorearlo. Los chicos se dirigen a través de una serie de túneles a la Ciudad Eterna, una antigua ciudad de piedra, que Will estima que es de la época romana, donde el aire está lleno de biotoxinas mortales. Will se dirige a su casa en Highfield, pero allí la salud de Will se deteriora, por lo que Cal lo ayuda a llegar al departamento de su tía Jean, donde se recupera. Pronto regresan bajo tierra para encontrar al padre adoptivo de Will e intentan rescatar a Chester una vez más.
Con la ayuda de Imago Freebone, miembro de la pandilla del Tío Tam, Will y Cal escapan a un pequeño escondite a medio camino entre la Colonia y la Ciudad Eterna. Saltan al tren a través de un agujero en el piso del escondite y encuentran a Chester.
Roderick Gordon y Brian Williams editaron con su propio dinero el libro, ya que no fueron aceptados por ninguna editorial, así que lo publicaron ellos mismos. Todos los números se agotaron el mismo día que fueron publicados. Y finalmente fueron descubiertos por Barry Cuningham (el editor de Harry Potter).

## Los autores

### Roderick Gordon
Roderick Gordon nació y creció en Londres. Estudió Biología en el University College donde conoció al irrefrenable Brian Williams, un prometedor estudiante de arte. Años más tarde, después que lo despidieran de su trabajo en la zona financiera de la ciudad, decidieron embarcarse en la aventura de escribir Túneles. En la actualidad Roderick vive en Norfolk, con su esposa y sus dos hijos.

### Brian Williams
Brian Williams pasó gran parte de su infancia en un pueblo minero de Zambia, antes de que su familia regresara a Liverpool (Inglaterra). Estudió bellas artes en la prestigiosa Slade School of Fine Art y se dedicó a la pintura, a realizar instalaciones y al cine experimental. Más tarde trabajó en cine y televisión. Brian vive en Londres.

## Personajes
Contiene spoilers:
- Will Burrows / Seth Jerome: Es el protagonista de la historia, tiene un gran fanatismo por la excavación que comparte con su padre, el Dr. Burrows. Es totalmente albino (piel, pelo y ojos muy claros).
- Chester Rawls: Es el mejor y único amigo de Will. Se caracteriza por ser bastante alto y gordo, pero es amable y le encanta leer historias de aventuras, y jugar a la PlayStation. Acompaña a Will en la búsqueda del Dr. Burrows, lo cual lo afectará en gran medida.
- Rebecca Burrows: Hermana adoptiva de Will. Obsesiva por la limpieza, se encarga sola de las compras y deudas de la casa. En realidad la niña es una styx, encargada de vigilar a Will. Es la antagonista principal de la historia. Tiene una hermana gemela igual que ella con la que se iban turnando para mantener vigilado a Will.
- Dr. Roger Burrows: Padre adoptivo de Will. Trabaja en el museo de historia local, donde no gana mucho. En su gran curiosidad descubre un grupo de personas extrañas, que lo llevarán a encontrar un mundo subterráneo en las profundidades de Londres.
- Drake: Un científico de la superficie, raptado por los Styx, escapó a las profundidades y ayuda a Will y a sus amigos en su viaje.
- Elliott: Mitad colona mitad styx, Elliot escapa a las profundidades donde conoce a  Drake y ayuda a parar a los styx.
- Sra. Celia Burrows: Madre adoptiva de Will, adicta a la televisión, no se preocupa más que en ver sus programas preferidos. Cuando un día se encuentra con la madre biológica de Will, decide investigar lo que le pasó i de donde viene.
- Tia Jean: Hermana de la Sra. Burrows. Es bastante descuidada en el tema de la limpieza, y no puede dejar de fumar. Vive sola en un departamento.
- Sr. Jerome: Es el padre biológico de Will. Es muy serio y malhumorado, no le tiene simpatía, ni tampoco a los «seres de la Superficie».
- Sarah Jerome - Macaulay: Madre biológica de Will (Seth) y Caleb. Trató de huir de la Colonia con sus dos hijos, pero debido al difícil trayecto tuvo que dejar a Caleb (después fue encontrado y recuperado por su padre) y continuar solamente con Will a la superficie. Allí este es adoptado por los Burrows. Recibe una nota de Joe Waites que le informa que su hermano Tam ha muerto por culpa de Will, entonces ayuda a los styx a capturarlo.
- Caleb Jerome: Hermano biológico de Will, lo acompaña en su aventura. Tiene dos años menos.
- Tam Macaulay: Tío de Will y Caleb. Hermano de Sarah. Es simpático y valiente, y será de gran ayuda en la aventura de sus sobrinos. Le da un colgante de gran importancia en la saga a Will. Se sacrifica para que el y Cal lleguen al tren de los mineros y puedan ir a las Profundidades.
- Bartleby: Es un gato atípico, ya que es totalmente pelado y muy grande (de una raza llamada «cazador»), que es la mascota de Caleb. Los acompaña a este y a Will en la aventura.
- Crawfly: Nombre que el tío Tam y sus amigos le asignan a un styx empeñado en perseguirlo. Es el padre de Rebecca.
- Abuela Macaulay: Madre de Tam y Sarah, abuela de Will y Caleb.
- Imago Freebone: Es un amigo de Tam, y ayuda a Will y Cal en su viaje.
- Los Hermanos Clarke: Son dos hermanos que tienen una verdulera en el barrio de Will. Además de vender en la superficie son los encargados de proveer de verduras y frutas a la gente de la Colonia.
- Los Styx: son una extraña raza humana que habita en el mundo subterráneo, encargada de dominarle. Tienen malvados planes para gobernar también a la Superficie. Son muy crueles y despiadados, y quitarán del camino a cualquiera que se interponga. Emplean todo tipo de maquinaria y tecnología (el motivo por el que se llevaron a Drake) para controlar y utilizar la gente a su favor.
- Joe Waites: Otro amigo de Tam, se caracteriza por solo tener un diente.
- Jesse Shingles: Otro amigo de Tam, usa gafas.
- Los grises: Una pandilla que molesta a Will y a otros niños en el colegio. El nombre se les da por el humo que hacen al fumar a escondidas.
- Speed: Líder de los Grises. Molesta a Will y Chester en el colegio.
- Blogsy:Mejor amigo de Speed y el segundo al mando de los Grises.
- Martha:Antigua colona que, con su familia, fue desterrada a las profundidades. Su marido le tiró a ella y si hijo por el Poro, donde se quedó sola con él, murió tiempo después. Un día se encuentra con Will y sus amigos, donde los acaba cuidando y ayudando en su aventura. Acaba encariñando se demasiado con Chester, como si fuera el "sustituto" de su hijo muerto.
- Eddie: Ex-limitador que ayuda a Drake a detener a los styx de propagar el virus dominio y destruir la superficie. Es el padre de Elliot.

Es pelirrojo y bajito.
- Segundo agente: Un oficial de policía del mundo subterráneo.Se encarga de hacerle la vida imposible a Will y Chester, cuando están en el calabozo.
- Señora Tantrumi: anciana que encuentra la esfera luminosa que el señor Embers le da al señor Burrows
- Señor Embers: es un amigo del Dr. Burrows. El y Tantrumi son agentes de los styx.

## Nota de la editorial inglesa
En el libro se incluye una nota de la editorial inglesa que va así:

La primera edición de este libro corrió por cuenta de los propios autores, que emplearon todo su esfuerzo y esperanzas y todo su dinero en una maravillosa pieza brotada de su imaginación. Un día oí hablar de esta novela, ¡pero estaba completamente agotada! Cuando por fin conseguí un ejemplar; en la casa editorial empezamos a excavar más y más hondo en su misterioso mundo para ofrecerte una nueva y enriquecida aventura. ¡Así nació Túneles! Siempre me gusto imaginar que existía un misterioso mundo subterráneo, tan cerca de nosotros que cualquiera podía cavar y encontrárselo, ¡pero nunca se me ocurrió que resultara tan extraño!

## Recepción
Túneles ha recibido buenas críticas. The Observer, Philip Ardagh en The Guardian, y el Daily Express mencionaron su vívida descripción, sus inteligente giros, y su imaginativa trama, en particular,
Se convirtió en un best-seller en los Estados Unidos en 2007, entrando en la lista de Superventas del New York Times en dos ocasiones, y alcanzó el séptimo lugar en la categoría Chaper Libros, el 9 de marzo de 2007. Sin embargo, también ha sido criticado por su carácter de pequeñas porciones de desarrollo y su longitud.

## Cine
Se iba a hacer una película basada en la serie de libros Túneles. La película, con la relatividad de prensa, se anunció el 13 de julio de 2007. Relativity Media (Hellboy 2: El ejército dorado, y Las crónicas de Spiderwick) es la compañía responsable de la producción.
La producción de la misma se canceló con el cierre de la compañía responsable de la película.